# Phaeocystis

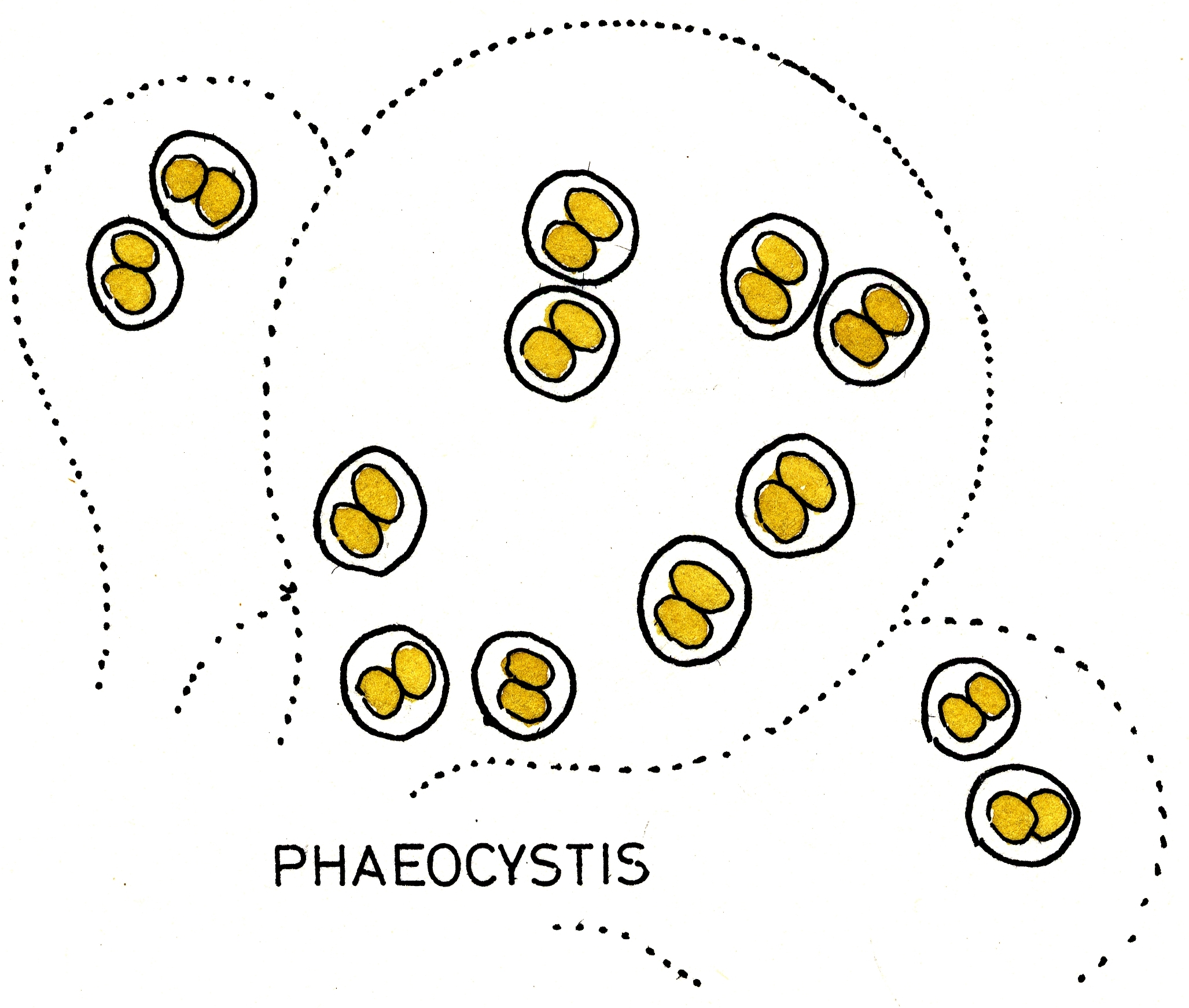
Illustration Phaecocystis

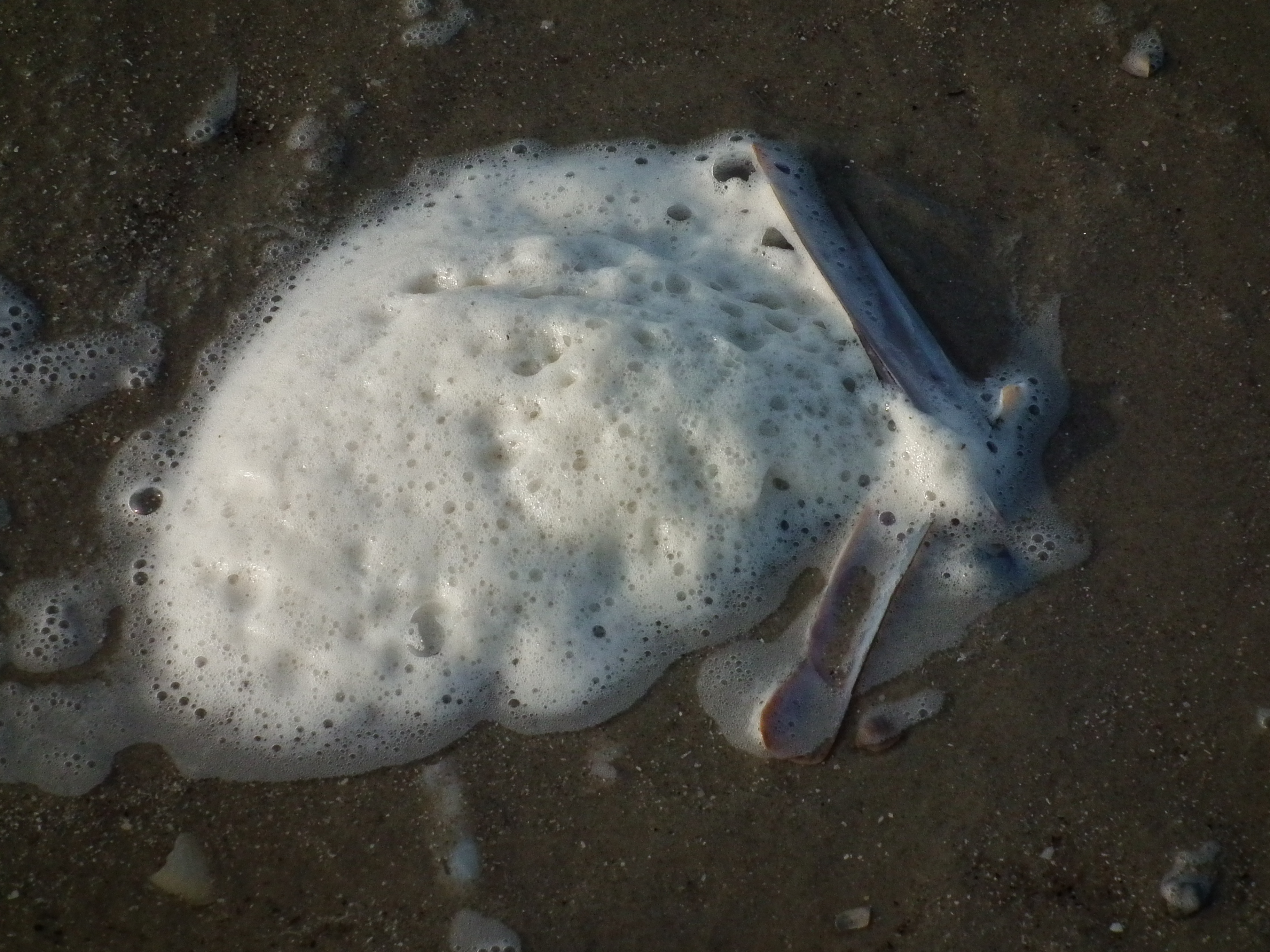
Schaum von Phaeocystis globosa

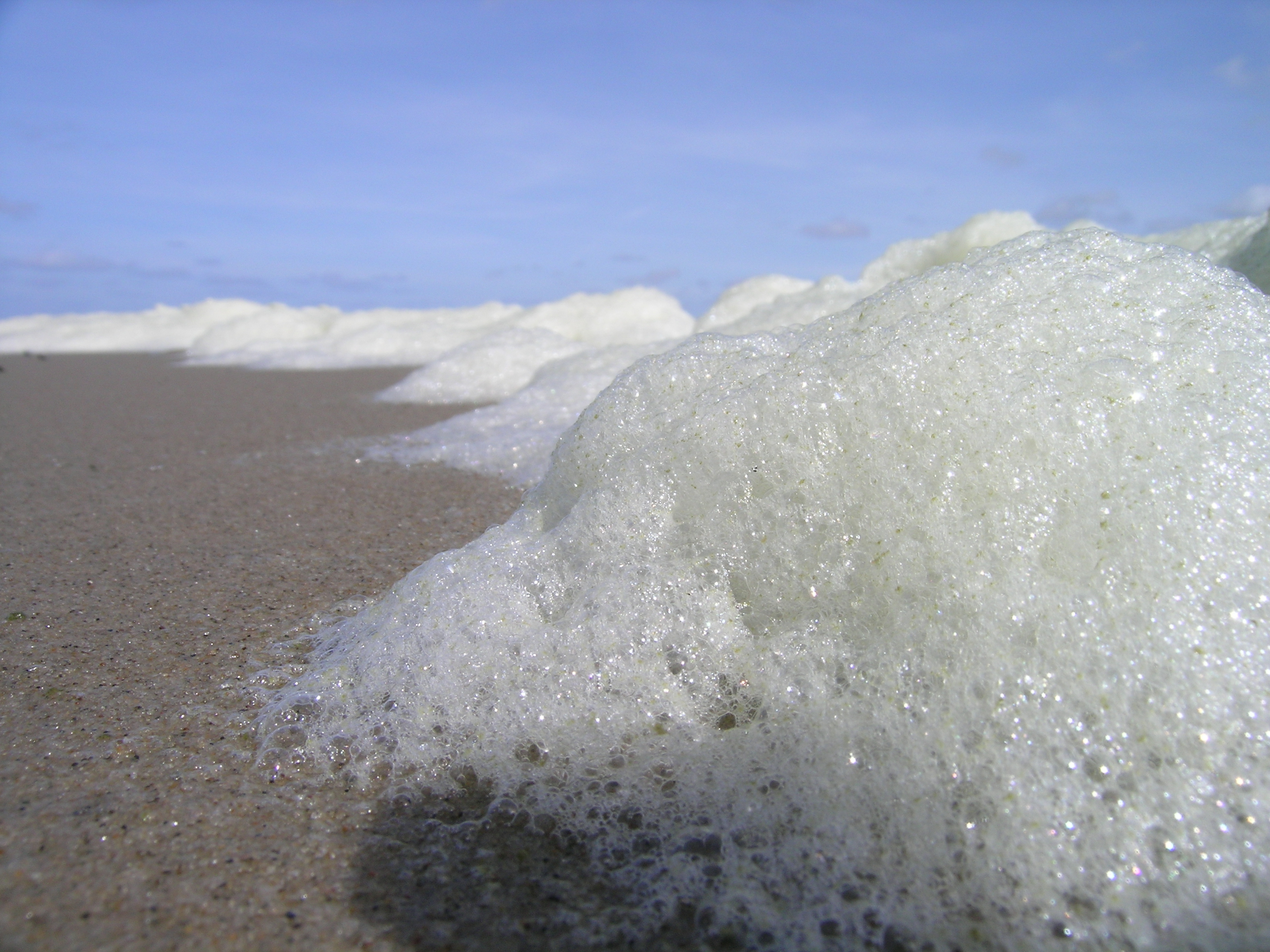
Phaeocystis-Algenschaum am Strand

Phaeocystis ist eine Gattung von Algen, die zur Klasse der Prymnesiophyten (Prymnesiophyceae) und damit zum großen Phylum (Abteilung) der Haptophyten (Haptophyta) gehört.
Phaeocystis-Arten sind im marinen Phytoplankton weit verbreitet und können in einem weiten Temperaturbereich („eurythermal“) und Salzgehaltsbereich („euryhalin“) vorkommen.
Mitglieder dieser Gattung leben sowohl im offenen Ozean als auch im Meereis.
Phaeocystis-Arten haben einen vielgestaltigen (polymorphen) Lebenszyklus, der von freilebenden Zellen bis zu großen Kolonien reicht. Auf diese Weise sind einige Arten von Phaecocystis in der Lage, schädliche Algenblüten (en. harmful algal blooms, HABs) zu bilden.

## Arten
Gattung Phaeocystis

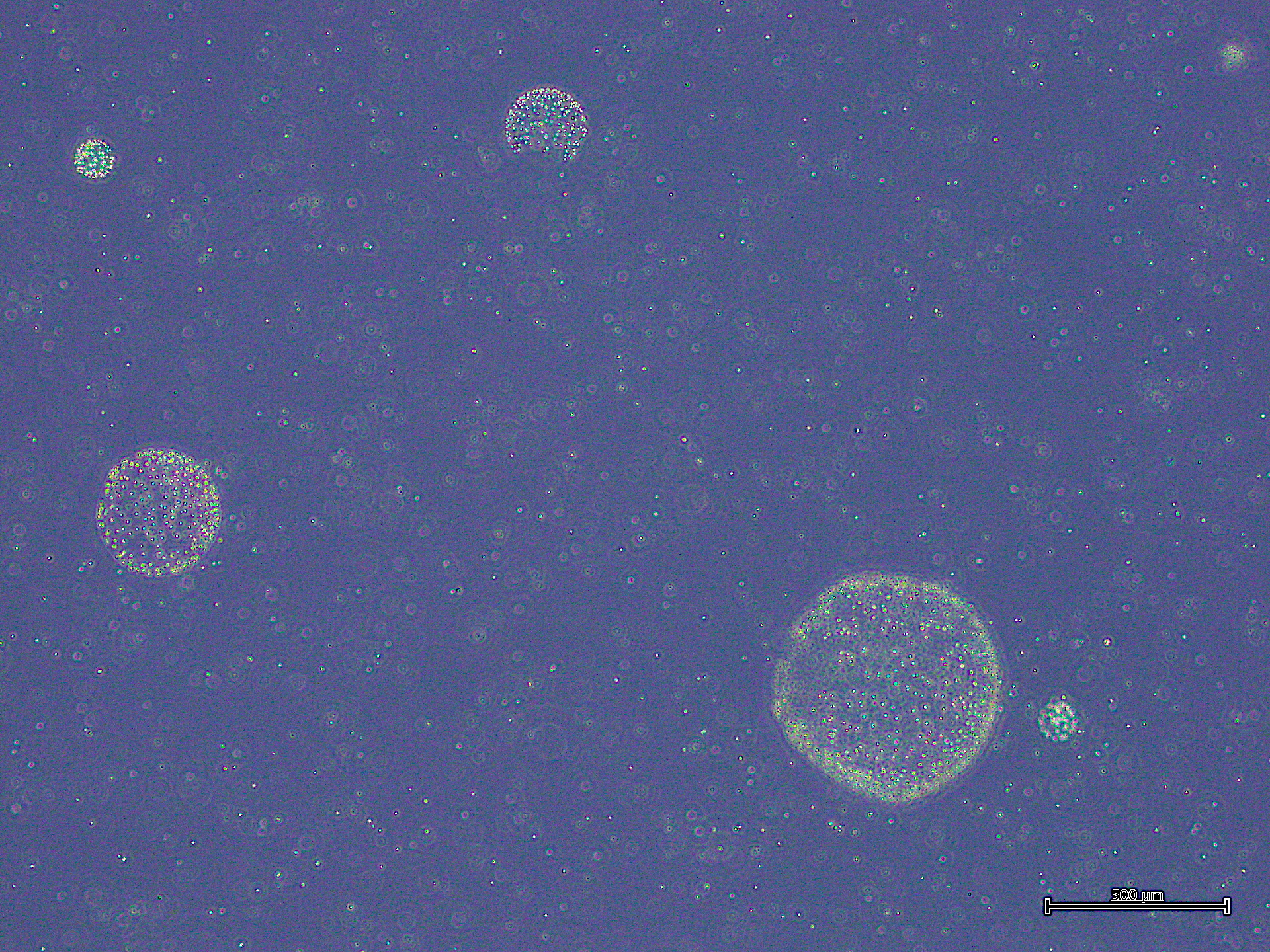
Kolonien von Phaeocystis globosa in Kultur, Balken 500 μm.

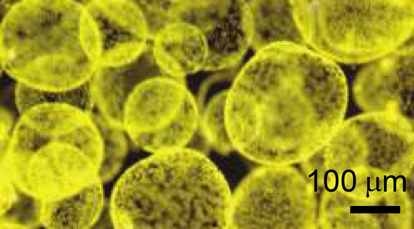
Kolonien von Phaeocystis antarctica, wichtiger Bestandteil des Phytoplanktons im Rossmeer, nach dem Rückzug des Meereises die Algenblüten der frühen Saison dominierend.

- P. amoeboidea Büttner, 1910 (Kieler Bucht, Holtenauer Ufer)
- P. antarctica Karsten, 1905 (Atlantischer Sektor der antarktischen zirkumpolaren Konvergenz)
- P. brucei Mangin, 1922 (saisonale Eiszone  – seasonal ice zone, SIZ – des Südlichen Ozeans)
- P. cordata  A. Zingone & M. J. Chrétiennot-Dinet, 2000 (Mittelmeer)
- P. globosa Scherffel, 1899 (Helgoland)
- P. jahnii A. Zingone, 2000 (Mittelmeer)
- P. pouchetii (Hariot) Lagerheim, 1896 (Typus / Holotyp Spezies, Nordatlantik: entlang der Küste Norwegens von den Lofoten bis zum Varangerfjord)
- P. rex Andersen, Bailey, Decelle & Probert, 2015 (Arabisches Meer, nicht gelistet bei WoRMS)[9]
- P. scrobiculata Ø. Moestrup, 1979 (nicht in Kultur, Neuseeland)
- P. sphaeroides Büttner, 1910 (Kieler Bucht, Möltenorter Ufer)
- „P. sp. AC618“ (nicht-klassifizierter Kandidat nach NCBI)
- „P. sp. Hongkong2“ (nicht-klassifizierter Kandidat nach NCBI)
- „P. sp. PLY559“ (nicht-klassifizierter Kandidat nach NCBI)
- „P. sp. Hongkong2“ (nicht-klassifizierter Kandidat nach NCBI)
- „P. sp. Santou“ (nicht-klassifizierter Kandidat nach NCBI)
- „P. sp. SIC.41345“ (nicht-klassifizierter Kandidat nach NCBI)
- „P. sp. JD-2012“ (nicht-klassifizierter Kandidat nach NCBI)[10] – die bei Brisbin et al. (2018) in Fig. 2 angegebenen Zugriffsnummern für die Klade „Phaeo2“ endosymbiotischer Phaeocystis fallen in diese NCBI-Kandidaten-Spezies.[11]

Anmerkungen:
- Throndsen (1997) ordnet diese Gattung abweichend in die Ordnung Prymnesiales ein.[7]
- Die Spezies Phaeocystis giraudii (Derbès & Solier) De Toni, 1895 wurde in die Gattung Chrysoreinhardia verschoben als Synonym von Chrysoreinhardia giraudii (Derbès & Solier) C. Billard, 2000[7]
- Die Spezies Phaeocystis fuscescens (A. Braun} ex Kützing) De Toni 1895 wurde in die Gattung Tetrasporopsis verschoben als Synonym von Tetrasporopsis fuscescens (A. Braun ex Kützing) Lemmermann 1899[7]
- Weitere nicht-klassifizierte Kandidaten sind bei NCBI zu finden.[12]
- Zu den beiden endsymbiotischen Phaeocystis-Kladen „Phaeo1“ und „Phaeo2“ siehe unten.

## Genom
Ein Genomvergleich hat gezeigt, dass die RuBisCO-Spacer-Region (im Plastom, d. h. der Plastiden-DNA, zwischen zwei Untereinheiten des Enzyms Ribulose-1,5-bisphosphat-Carboxylase)
unter eng verwandten kolonialen Phaeocystis-Arten hoch konserviert ist.
Sie ist in P. antarctica, P. pouchetii und zwei warm-temperierten Stämmen von P. globosa identisch, es gibt lediglich eine einzige Basensubstitution in zwei kalt-temperierten Stämmen von P. globosa.

## Verbreitung und Lebenszyklus
Phaeocystis kann entweder in der Form freilebender Zellen oder als Kolonie existieren.
Ein Sonderfall ist die endosymbiotische Lebensweise.

### Fortpflanzung
Ein haploid-diploider Lebenszyklus  wurde bisher nur bei P. globosa beobachtet, wird aber auch bei anderen Arten wie P. pouchetii und P. antarctica vermutet.
In diesem Zyklus ist die sexuelle Fortpflanzung bei der Bildung und dem Absterben der Kolonieblüte dominant.
Abgesehen davon wurden zwei unterschiedliche Arten der vegetativen Fortpflanzung beobachtet.

### Freilebende Formen
Freilebende Formen von Phaeocystis sind weltweit verbreitet und kommen in einer Vielzahl von marinen Lebensräumen vor, darunter Küstenmeere, offene Ozeane, Polarmeere und im Meereis.
Freilebende Zellen können je nach Art eine Vielzahl von Morphologien aufweisen.
Alle Arten können als geschuppte Flagellaten (Geißeltierchen) existieren; bei P. scrobiculata und P. cordata ist dies sogar die einzige beobachtete Form.

### Koloniebildende Formen und Algenblüten
Die Bildung schwimmender Kolonien ist eine besondere und kennzeichnende Eigenschaft der Gattung Phaeocystis. In einer solchen Kolonie sind Hunderte von Zellen in eine Matrix aus Polysaccharid-Gel eingebettet, die bei Algenblüten massiv an Größe zunehmen kann.
Bei drei Arten wurden Kolonienbildung beobachtet (P. globosa, P. pouchetii und P. antarctica), diese können auch als ohne Schuppen und Filamente existieren.
Bei Kolonien von Phaeocystis kann eine Koloniehaut (en. colony skin) Schutz vor kleineren Zooplanktonfressern und Viren bieten.
Die Allgegenwart und die Bildung großer Algenblüten machen die Gattung Phaeocystis zu einem wichtigen Bestandteil des Kohlenstoffkreislaufs im Ozean. Außerdem produziert Phaeocystis Dimethylsulfid (DMS), einen Schlüsselakteur im Schwefelkreislauf.
Die Bildung von Algenblüten in nährstoffreichen Gebieten wird durch die drei koloniebildenden Arten (P. globosa, P. pouchetii und P. antarctica) verursacht. Diese können natürliche Ursache haben (z. B. im Rossmeer, in der Grönlandsee oder in der Barentssee) oder durch anthropogene (menschenverursachte) Einträge hervorgerufen werden (z. B. in der Southern Bight in der südlichen Nordsee oder im Persischen Golf).
Im Allgemeinen blüht P. globosa in gemäßigten und tropischen Gewässern, während P. pouchetii und P. antarctica besser an die kalten Temperaturen angepasst sind, die in arktischen bzw. antarktischen Gewässern herrschen. P. pouchetii toleriert jedoch auch wärmere Temperaturen
und wurde tatsächlich schon in gemäßigten Gewässern gesehen.
Die größten Phaeocystis-Blüten bilden sich in den Polarmeeren: P. pouchetii im Norden und P. antarctica im Süden.
Diese intensive Phaeocystis-Produktivität hält im Allgemeinen etwa drei Monate lang an und überspannt den größten Teil des Sommers auf der Südhalbkugel. Phaeocystis-reiche Ökosysteme stehen in der Regel mit kommerziell wichtigen Beständen von Krebstieren, Mollusken, Fischen und auch Säugetieren in Verbindung. Phaeocystis kann negative Auswirkungen auf höhere trophische Ebenen im marinen Ökosystem und damit auch auf menschliche Aktivitäten (z. B. Fischzucht und Küstentourismus) haben, indem sie während des Abklingens einer Blüte geruchsintensive Schäume an den Stränden bildet.

### Symbiose

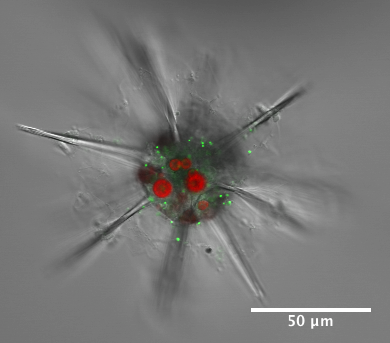
Fluoreszenzmikroskopie von photosymbiotischen Acantharien, die Phaeocystis-Symbionten beherbergen. Rote Fluoreszenz ist Chlorophyll-Autofluoreszenz und ermöglicht die Beobachtung der veränderten Morphologie der Phaeocystis-Chloroplasten. Die grüne Fluoreszenz entspricht einem Farbstoff, der Verdauungskompartimente färbt. Die Symbionten werden nicht verdaut.

Phaeocystis-Arten treten als Endosymbionten von Acantharien (Acantharea, informelle Gruppe der Strahlentierchen alias Radiolarien, wohl zu unterscheiden von der Pilzgattung Acantharia) auf.
Ob diese Symbiose einen echten Mutualismus darstellt, bei dem beide Partner profitieren, ist umstritten.
Aus verschiedenen Ozeanbecken gesammelte Acantharien beherbergen unterschiedliche Arten von Phaeocystis als dominante Symbionten:
- P. antarctica wird als primärer Symbiont in Acanthariern im Südlichen Ozean (dem Antarktischen Ozean) gefunden.
- P. cordata und P. jahnii gehören zu den dominanten Symbionten in Akanthariern der warmen oligotrophen Regionen des Indischen und Pazifischen Ozeans.

Zusätzlich zu den beschriebenen Phaeocystis-Arten machen Sequenzen aus einer mit „Phaeo2“ bezeichneten molekularen Klade oft einen Großteil der aus Acanthariern in warmen Wasserregionen gewonnenen symbiotischen Sequenzen aus (neben denen der sog. Klade „Phaeo1“, wohl zu unterscheiden von den gleichnamigen Kladen der Spezies Phaeodactylum tricornutum)
Bei symbiotischen Phaeocystis-Arten wird ein extremer Zellumbau beobachtet, einschließlich einer drastischen Zunahme der Chloroplastenzahl und einer vergrößerten zentralen Vakuole.
Diese phänotypische Veränderung wird wahrscheinlich vom Wirt induziert, um die photosynthetische Leistung der Symbionten zu erhöhen. Die Endosymbiose wird jedoch zur Sackgasse für Phaeocystis, wenn sie die symbiotischen Zellen unfähig für weitere Zellteilungen macht.
Die Symbiose ist ökologisch relevant, weil sie Brennpunkte der Primärproduktion in nährstoffarmen Regionen schafft.
Es bleibt aber noch zu klären, inwieweit die Symbiose die Evolution von Phaeocystis beeinflusst hat.

## Viren
Von den Arten P. globosa und P. pouchetii sind eine Reihe von Virusspezies mit Kandidatenstatus bekannt.
Diese wurden zunächst vorgeschlagen als Mitglieder der Virusgattung Prymnesiovirus, Familie Phycodnaviridae im Phylum Nucleocytoviricota (NCLDV).
Nach neueren Untersuchungen sind einige der Kandidaten jedoch mit Gruppe der sog. „OLPG“ eher der Familie Mimiviridae (oder einer Schwesterfamilie Mesomimiviridae derselben) zuzuordnen.
Anmerkung: In der Prymnesiovirus-Schwestergattung Phaeovirus sind (trotz der Namensähnlichkeit) keine Phaeocystis-infizierende oder -assoziierte Viren bekannt.
- Familie Phycodnaviridae, Gattung Prymnesiovirus:[33]

- Spezies „Phaeocystis globosa virus“ (PgV)
- Spezies „Phaeocystis globosa virus 1“ (PgV-01T, T steht im Akronym für Texel, Niederlande)
- Spezies „Phaeocystis globosa virus 2“ bis „11“ (PgV-02T bis PgV-11T)
- Spezies „Phaeocystis globosa virus 13“ (PgV-13T)
- Spezies „Phaeocystis globosa virus 15“ (PgV-15T)
- Spezies „Phaeocystis globosa virus 17“ (PgV-17T)
- Spezies „Phaeocystis globosa virus 18“ (PgV-18T)
- Spezies „Phaeocystis globosa virus 102“ (PgV-102P, P steht für Plymouth, Südwestengland)

- Verschiebe-Option Richtung Familie Mimiviridae:

- Spezies „Phaeocystis globosa virus 12“ (PgV-12T)
- Spezies „Phaeocystis globosa virus 14“ (PgV-14T)
- Spezies „Phaeocystis globosa virus 16“ (PgV-16T)
- Spezies „Phaeocystis pouchetii virus“ (PpV)

- Mit Phaeocystis assoziierte Virophagen (Klasse Virophaviricetes, früher Maveriviricetes)

- „Phaeocystis globosa Virus Virophage“ (PgVV, Gezel-14T), parasitiert Phaeocystis globosa virus 14 (PgV-14T, Spezies Tethysvirus hollandense)

Man vermutet, dass die Algenblüten verursachenden Mikroorganismen durch sie parasitierende Viren kontrolliert werden und diese Viren sogar in der Lage sind, eine Blüte zusammenbrechen zu lassen.

## Globale Auswirkungen
Die Gattung Phaeocystis ist ein wichtiger Produzent von 3-Dimethylsulphoniopropionat (DMSP).
DMSP wird von weiteren marinen Mikroben in flüchtige Schwefelverbindungen zersetzt, insbesondere Methanthiol (CH3SH) und Dimethylsulfid (DMS, (CH3)2S).
Ein Großteil des DMS im Meerwasser wird zu Dimethylsulfoxid (DMSO, (CH3)2S=O) oxidiert.
Biogenes DMS trägt jährlich etwa 1.5×1010 kg Schwefel zur Atmosphäre bei und spielt daher eine wichtige Rolle im globalen Schwefelkreislauf, der die Wolkenbildung und möglicherweise die Klimaregulierung beeinflussen kann.